# 涼紫央
涼 紫央（すずみ しお、1976年3月9日—），本名疋田豊子。 原寶塚歌劇團星組男役。
出身於大阪府大阪市，畢業於四天王寺學園高校。身高169cm。
暱稱とよこ(Toyoko)、すずみん(Suzuminn)。寶塚歌劇團82期生。同期生有 遼河はるひ、原雪組主演男役壮一帆、原花組主演男役蘭寿とむ、原雪組主演娘役 紺野まひる。
2012年8月5日退團。

## 經歷
- 1994年 - 寶塚音樂學校入學。之後的成績一直保持在第二名。
- 1996年 - 進入寶塚歌劇團。 同年以『CAN-CAN』登上初舞台後，配屬星組。
- 2002年 - 『布拉格之春』第一次新人公演主演。
- 2003年 - 『戀天狗』Bow Hall 初主演。
- 2005年 - 『船依然向前行』Bow Hall 主演。『凡爾賽玫瑰』全國巡迴公演，演出 奧斯卡 一角。
- 2006年 - 『凡爾賽玫瑰』寶塚大劇場、東京寶塚劇場 演出 杰勞德 一角。 首次外部出演 與 中國琵琶奏者 合作演出『ESpecically!!』。 本人首次的晚餐秀『I'Avenir』。 同年6月 演出『Fête Impériale ― 帝國的慶典』。 同年8月 演出『愛太短/男之美學』。
- 2007年 - 『櫻花/秘密獵人』演出 馬克斯 一角。 博多座公演『秘密獵人/男之美學Ⅱ』演出 塞爾吉奧 一角。 同年11月 寶塚大劇場、東京寶塚劇場『El Halcon 〜鷹〜』演出 陸軍上校 - 埃德溫·格雷姆 一角 ， 『Revue Orchis』秀中，演出女役 - "蘭"俱樂部的女主人。
- 2008年 - 『紅與黑』演出 伯爵-諾貝魯 一角。 同年6月『紅花俠』演出 安德魯·福克斯 一角。 同年11月 星組全國巡迴公演『凡爾賽玫瑰外伝 〜 貝魯那魯編〜』再次演出 奧斯卡 一角。
- 2009年 - 『我親愛的新奧爾良 - 心愛的城市』演出音樂經紀人- 阿爾伯特·約旦 一角。 同年6月『太王四神記Ver.Ⅱ- 嶄新的王者旅程』演出惡役 - 大長老/瀑魯契魯 一角。
- 2010年 - 『哈布斯堡的寶劍／BOLERO』演出法蘭茲的侍從- 賈剛 一角。同年4月星組全國巡迴公演『激情／BOLERO』演出 梅里美(原作者) 與 噶魯西亞(卡門的丈夫) 兩個角色。
- 2010年 - 『羅密歐與茱莉葉』演出羅密歐的摯友兼堂兄弟 - 班沃力歐 一角。
- 2010年 - 『愛與青春的旅程』(原片名An Officer and a Gentleman，中文譯名軍官與紳士)演出 貝禮曼 一角。
- 2011年 - 『Dream Trail - TAKARAZUAK Way to 100th Anniversary 寶塚傳說』 外部出演。與恩師-紫苑ゆう一同演出。
- 2011年 - 『再次相遇 － My only shinin' star』演出 路亞神父 一角。
- 2011年 - 『瞞天過海』(Ocean's Eleven) 演出 拉絲蒂·萊恩 一角。
- 2012年 - 『天使的梯子』(改編自傲慢與偏見) － 主演， 演出 費茲威廉·達西 一角。
- 2012年 - 『ダンサ　セレナータ』 － 主演， 演出 ジョゼ 一角。

## 退團後消息
- 2012年12月18日在自己的blog發表結婚(12月16日)消息[1]。

## 明星像
- 因為母親是寶塚歌劇團戲迷，從小學時代就經常跟隨著母親一起觀賞寶塚歌劇的表演，真正開始喜歡寶塚歌劇則是從『戰爭與和平』一劇開始。
- 是前星組主演男役・紫苑ゆう的忠實戲迷。曾經有因為不停的重覆聆聽播放『戰爭與和平』公演實況錄音帶而把錄音帶聽斷掉的紀錄。
- 決定參加寶塚音樂學校的考試是在中學生3年級的時候。 那時候才開始學習芭蕾以及聲樂，為了全力學習，放棄小學時代開始學習的騎馬課程。 第三次受驗終於合格。當年錄取率是歷年來最高的一年。
- 藝名的「紫」是取自 原星組主演男役・紫苑ゆう的「紫」[2]，再加上自己喜歡的字「涼」組合而成。

「是紫苑前輩的大戲迷。退團後成為寶塚音樂學校的講師，那時候正是本科生的我，是第一期學生。很緊張的詢問過紫苑前輩是否能取「紫」字作為自己的藝名，紫苑前輩簡單乾脆的回答我『嗯，可以的』，讓我非常地感激。」
- 多次在公開場合表示因為自己也是戲迷，所以觀眾們排隊買前賣票，在樂屋前等候明星出入待，站著看戲(買立見票)，觀賞晚餐秀(dinner show)這些事情全部都是他曾有的經驗。也因此總是從戲迷的角度來考量，並且給予戲迷充足回應的明星。
- 對所謂的古典男役風格非常堅持，但同時也不忘自己獨特風格的男役哲學風格站在舞台上。
- 擁有關西人的開朗個性，最喜歡汽車。
- 在 星組組長・英真なおき 創辦的娛興小團體「英真 Agency」中擔任第四代的社長。 目前退出社長一職，加入理事行列。
- 關西地區有名的大賣場Home Center Kohnan(ホームセンター・コーナン)社長 - 疋田耕造的長女。

## 新人公演主演
- 『布拉格之春』（2002年）（本役・香寿たつき）
- 『玻璃的風景』（2002-2003年）（本役・香寿たつき）

## Bow Hall 公演主演
- 『恋天狗』（2003年）
- 『船依然向前行』（2005年）(與 柚希礼音 雙主演）

## Live
- 『ESpecically!!』(2006年)（外部出演 , 與 中國琵琶奏者 合作演出）

## 晚餐秀 (dinner show)
- 『l'Avenir』（2006年）(宝塚ホテル、第一ホテル東京）
- 『Profile－プロフィール－』（2010年）(東京會舘、宝塚ホテル）
- 『O Love』（2011年）(宝塚ホテル、第一ホテル東京）
- 『HOME～宝・夢～』（2012年）(宝塚ホテル、第一ホテル東京）

## 退團後公演
- 『三井住友VISAカードpresents TAKARAZUKA　WAY　TO　100th　ANNIVERSARY　vol.4 エリザベート スペシャル ガラ・コンサート』(東急シアターオーブ、 梅田芸術劇場メインホール) (ルドルフ、 フランツ・ヨーゼフ)

## 脚注
1. ↑  .   [2012-12-19]. （原始内容存档于2016-03-06）.
2. ↑  .   [2009-11-28]. （原始内容存档于2010-06-29）.

## 外部連結
- 本人部落格 - Shio Suzumi's Diary （页面存档备份，存于）
- コーナン　港南商事株式会社
- 東京都會電視台網站涼紫央簡介宝塚カフェブレイク登場人物涼紫央，存档于Archive.today（存檔日期 20250423）

## 新聞連結
- ウィズたからづか2005年6月号 フェアリーインタビュー （页面存档备份，存于）
- 産経ENAK タカラジェンヌ 夢の軌跡 1 （页面存档备份，存于）
- 産経ENAK タカラジェンヌ 夢の軌跡 2 （页面存档备份，存于）
- 産経ENAK タカラジェンヌ 夢の軌跡 3 （页面存档备份，存于）
- 花咲け若きすみれたち 星組　涼紫央 （页面存档备份，存于）
- 涼紫央　中国琵琶とコラボレーションライブ （页面存档备份，存于）
- 日刊スポーツ うれしすぎて涙出ました／涼紫央 （页面存档备份，存于）
- 朝日新聞 おちゃめな参謀はプラチナショートの貴公子　宝塚星組・涼紫央 （页面存档备份，存于）
- 男役・涼紫央サヨナラショー